# Чуйков, Николай Павлович
Никола́й Па́влович Чуйко́в (11 сентября 1928, с. Плотавец, Центрально-Чернозёмная область — 26 июня 2005, Белгород) — машинист трубной машины, Герой Социалистического Труда (1976).

## Биография
Николай Чуйков родился 11 сентября 1928 года в селе Плотавец (ныне — Корочанский район Белгородской области). С 1943 года работал в колхозе в родном селе. В 1948—1951 годах служил в Советской Армии. Демобилизовавшись, приехал в Белгород, где устроился на работу в строительно-монтажное управление № 3. Окончил курсы по подготовке машинистов асбестоцементной промышленности, участвовал в строительстве Белгородского комбината асбестоцементных исзделий. С 1953 года работал на этом комбинате машинистом трубной машины трубного цеха.
За время своей работы Чуйков сумел свести к минимуму случаи поломок на своей машине, а брак продукции на выходе снизить до 0,15 % от общего количества. Вместе с этим он добился высоких показателей экономии материалов. Так, только за время девятой пятилетки коллектив Чуйкова сэкономил 147 килограммов технического сукна, 74 тонны асбеста, 237 тонн цемента.
Указом Президиума Верховного Совета СССР от 4 марта 1976 года за «выдающиеся производственные успехи, достигнутые в выполнении заданий девятой пятилетки» Николай Чуйков был удостоен высокого звания Героя Социалистического Труда с вручением ордена Ленина и медали «Серп и Молот».
Занимался общественной деятельностью, был депутатом Белгородского городского Совета народных депутатов. Проживал в Белгороде, умер 26 июня 2005 года.
Был также награждён орденом Трудового Красного Знамени и рядом медалей.